# Til-Châtel
Til-Châtel – miejscowość i gmina we Francji, w regionie Burgundia-Franche-Comté, w departamencie Côte-d’Or.
Według danych na rok 1990 gminę zamieszkiwało 768 osób, a gęstość zaludnienia wynosiła 29 osób/km² (wśród 2044 gmin Burgundii Til-Châtel plasuje się na 309. miejscu pod względem liczby ludności, natomiast pod względem powierzchni na miejscu 243.).